# Hamza Boussedra
Hamza Boussedra (ur. 28 maja 1994) – marokański piłkarz, grający na pozycji defensywnego pomocnika. W sezonie 2021/2022 zawodnik Widadu Témara. 

## Kariera klubowa

### Youssoufia Berrechid (2018–2019)
Zaczynał karierę w Youssoufii Berrechid. W tym zespole zadebiutował 26 sierpnia 2018 roku w meczu przeciwko Hassanii Agadir, wygranym 1:0. Zagrał 50 minut. Łącznie w Berrechidzie zagrał 16 ligowych meczów.

### Dalsza kariera (2019–)
5 lipca 2019 roku trafił do Maghrebu Fez.
20 stycznia 2021 roku został graczem Widadu Témara.